# برون‌چرخه‌زاد
برون‌چرخه‌زاد (به انگلیسی: Epitrochoid) در ریاضیاتی به منحنی غلتانی گفته می‌شود که توسط نقطه‌ای ترسیم می‌شود که به دایره‌ای به شعاع r چسبیده و این دایره در بیرون یک دایره ثابت با شعاع R می‌غلتد در حالی که نقطهٔ مذکور در فاصلهٔ d از دایره بیرونی قرار گرفته باشد.

خم قرمزرنگ، یک برون‌چرخه‌زاد است که با چرخش دایرهٔ کوچک سیاه‌رنگ در درون محیط دایرهٔ بزرگ آبی‌رنگ پدید می‌آید. (پارامترهای آن عبارتند از: R = 3, r = 1, d = ۱/۲).

معادله‌های پارامتری برای برون‌چرخه‌زاد عبارتند از:
{\displaystyle x(\theta )=(R+r)\cos \theta -d\cos \left({R+r \over r}\theta \right),\,}
{\displaystyle y(\theta )=(R+r)\sin \theta -d\sin \left({R+r \over r}\theta \right).\,}
حالت‌های ویژه از درون‌چرخه‌زاد شامل برون‌چرخ‌زاد با d = r و لیماسون با R = r می‌شود.
بازی‌هایی که به نام چرخ‌نگار در بازار هستند منحنی‌های درون‌چرخه‌زاد و برون‌چرخه‌زاد ترسیم می‌کنند.